# Distrito de Ahmednagar
Ahmednagar (en maratí; अहमदनगर ) es un distrito de India, parte de la división de Nashik en el estado de Maharastra. 
Comprende una superficie de 17 413 km².
El centro administrativo es la ciudad de Ahmednagar.

## Demografía
Según censo 2011 contaba con una población total de 4 543 083 habitantes.